# Tijolo de barro

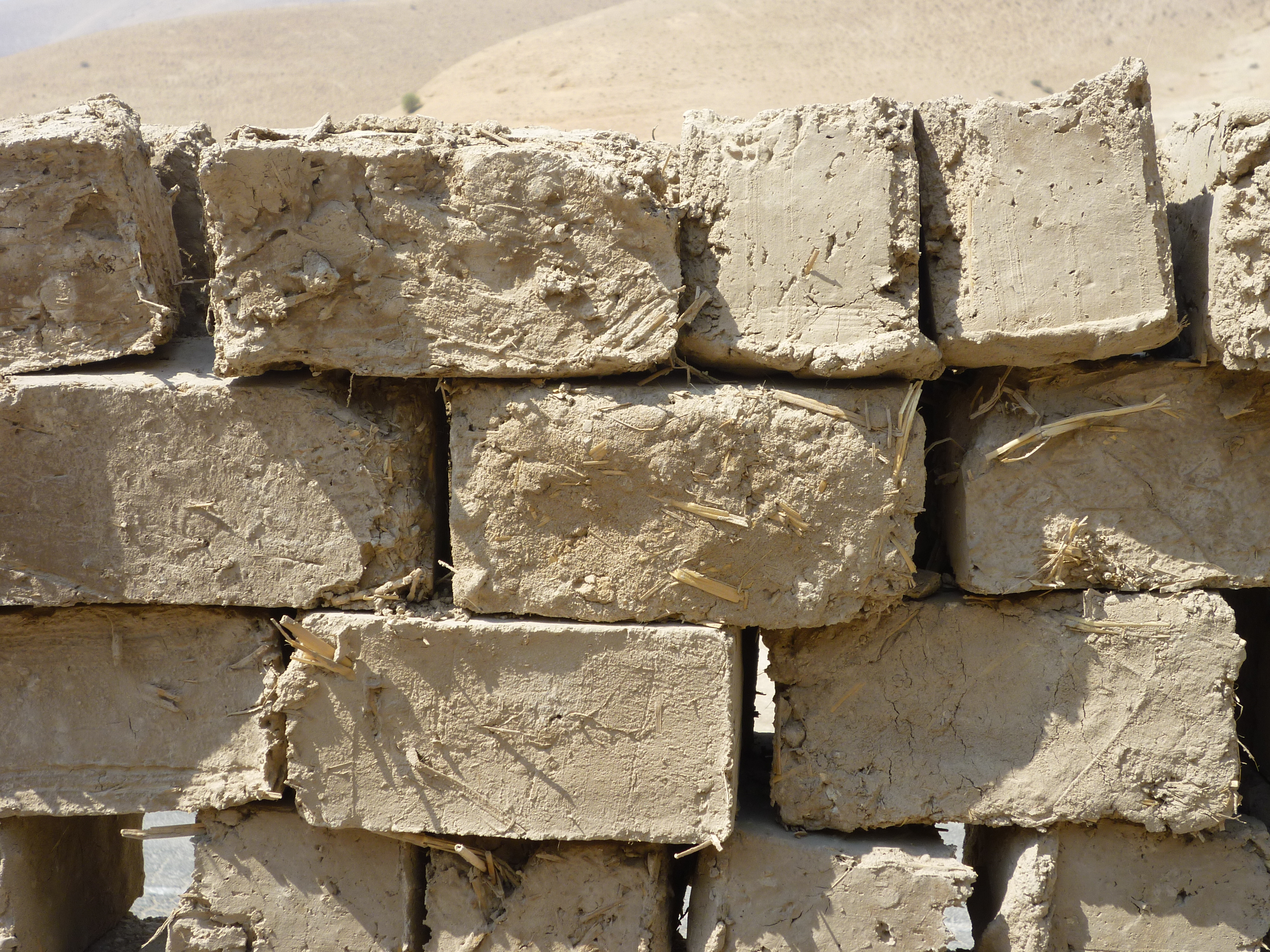
Tijolos de barro novos e não colocados no Vale do Jordão em Cisjordânia na Palestina, (2011)

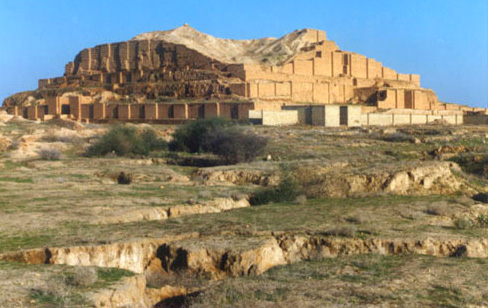
Os tijolos de barro foram usados na construção de zigurates elamitos, uma das maiores e mais velhas construções do mundo. Tchogha Zanbil, um zigurate do século 13 A.C no Irã, é similarmente construído com tijolos de argila combinados com tijolos queimados.

Um tijolo de barro, é um tijolo seco ao ar, feito de uma mistura de barro (contendo argila, areia e água) misturado com um material aglutinante como casca de arroz ou palha. Os tijolos de barro são conhecidos há 9.000 anos a.C.
De cerca de 5000–4000 a.C., os tijolos de barro evoluíram para tijolos cozidos para aumentar a resistência e a durabilidade. No entanto, em algumas regiões quentes, com pouca madeira disponível para alimentar um kiln, os tijolos de barro continuaram a ser usados. Ainda hoje, os tijolos de barro são o padrão da arquitetura vernacular em algumas regiões mais quentes – principalmente em partes da África e da Ásia Ocidental. No século XX, o bloco de terra compactada foi desenvolvido usando alta pressão como uma alternativa barata e ecológica para obter tijolos não cozidos com mais resistência do que os tijolos de barro mais simples, secos ao ar.

## Adobe
Em áreas de influência espanhola, a construção com tijolos de barro é chamada de adobe, e ela foi desenvolvida ao longo do tempo em um sistema completo de proteção de paredes, coberturas planas e acabamentos que no uso moderno do inglês é muitas vezes referido como "estilo adobe", independentemente do método de construção.

## Mundo antigo

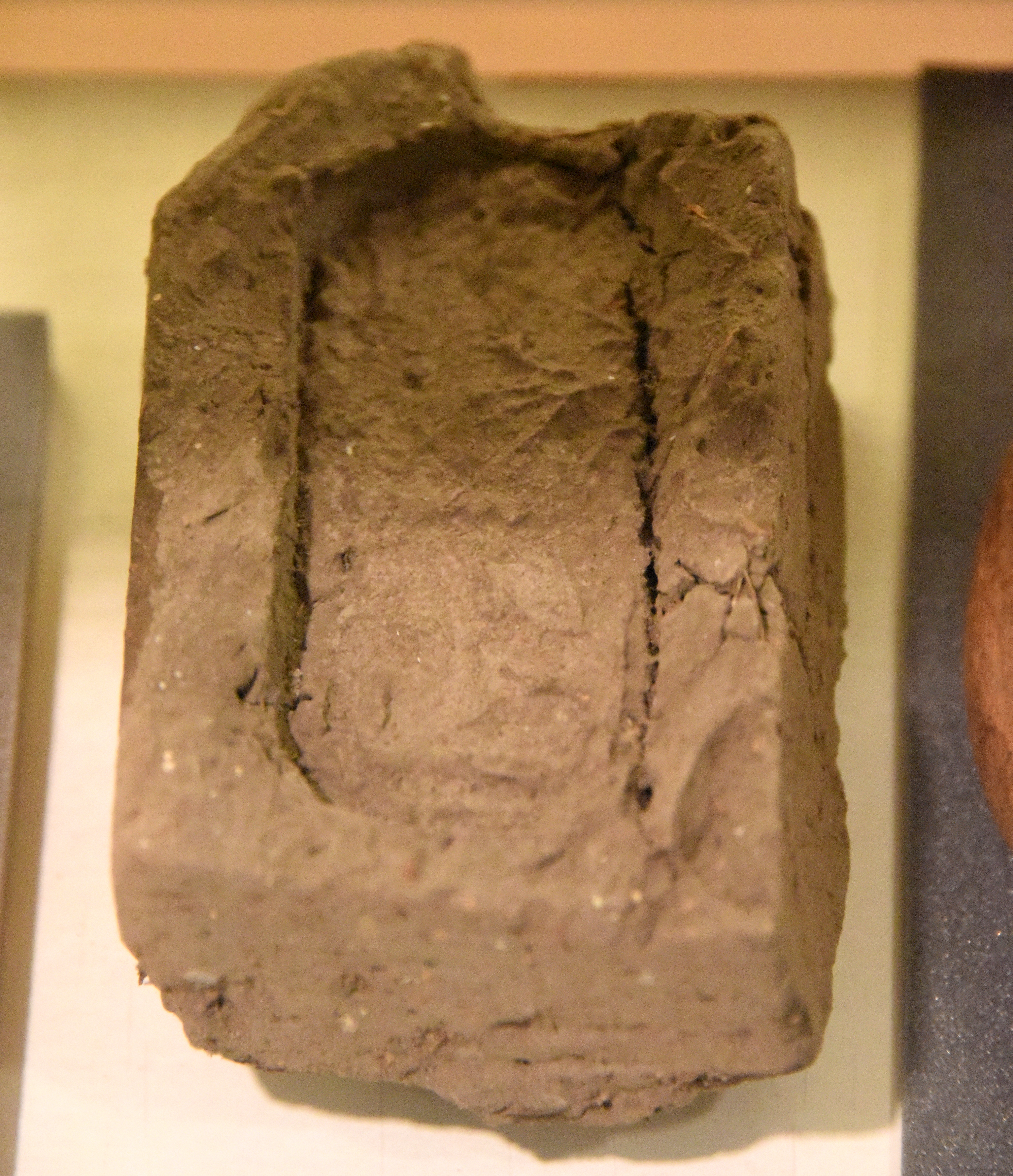
Tijolo de barro estampado com selo de relevo do Tesouro do Vizir. De Lahun, Faium, Egito. 12ª Dinastia. Museu Petrie de Arqueologia Egípcia, Londres

A história da produção e construção de tijolos de barro no sul do Levante pode ser datada desde o Neolítico pré-cerâmico A (por exemplo, PPNA Jericó). Estes tijolos de barro secos ao sol, também conhecidos como adobe ou apenas tijolos de barro, eram feitos de uma mistura de areia, argila, água e frequentemente temperados (por exemplo, palha picada e galhos de palha), e eram o método/material mais comum para a construção de edifícios de barro em todo o antigo Oriente Próximo durante milénios. Tijolos de barro crus ainda são feitos em todo o mundo hoje, usando métodos modernos e tradicionais.
As habitações de Jericó, de 9000 a.C., foram construídas com tijolos de barro, fixados com lama, assim como as de vários locais do Levante ao longo dos milénios seguintes. Tijolos de barro bem preservados de um sítio em Tel Tsaf, no Vale do Jordão, foram datados de 5200 a.C., embora não haja evidências de que qualquer um dos sítios tenha sido o primeiro a usar a tecnologia. As evidências sugerem que a composição dos tijolos de barro em Tel Tsaf foi estável por pelo menos 500 anos, durante todo o período Calcolítico médio.
Os habitantes sul-asiáticos de Mehrgarh construíram e viveram em casas de tijolos de barro entre 7000–3300 a.C.  Tijolos de barro foram usados em mais de 15 locais relatados atribuídos ao terceiro milénio a.C. na antiga civilização do Vale do Indo. Na fase Harappan madura, tijolos cozidos foram usados.
Os mesopotâmicos usavam tijolos secos ao sol na construção das suas cidades; normalmente estes tijolos eram planos na parte inferior e curvos na parte superior, chamados de tijolos de barro plano-convexos. Alguns eram moldados num molde quadrado e arredondados de modo que o meio fosse mais espesso que as extremidades. Algumas paredes tinham algumas fiadas de tijolos cozidos desde as suas bases até a linha de respingos para estender a vida útil da construção.

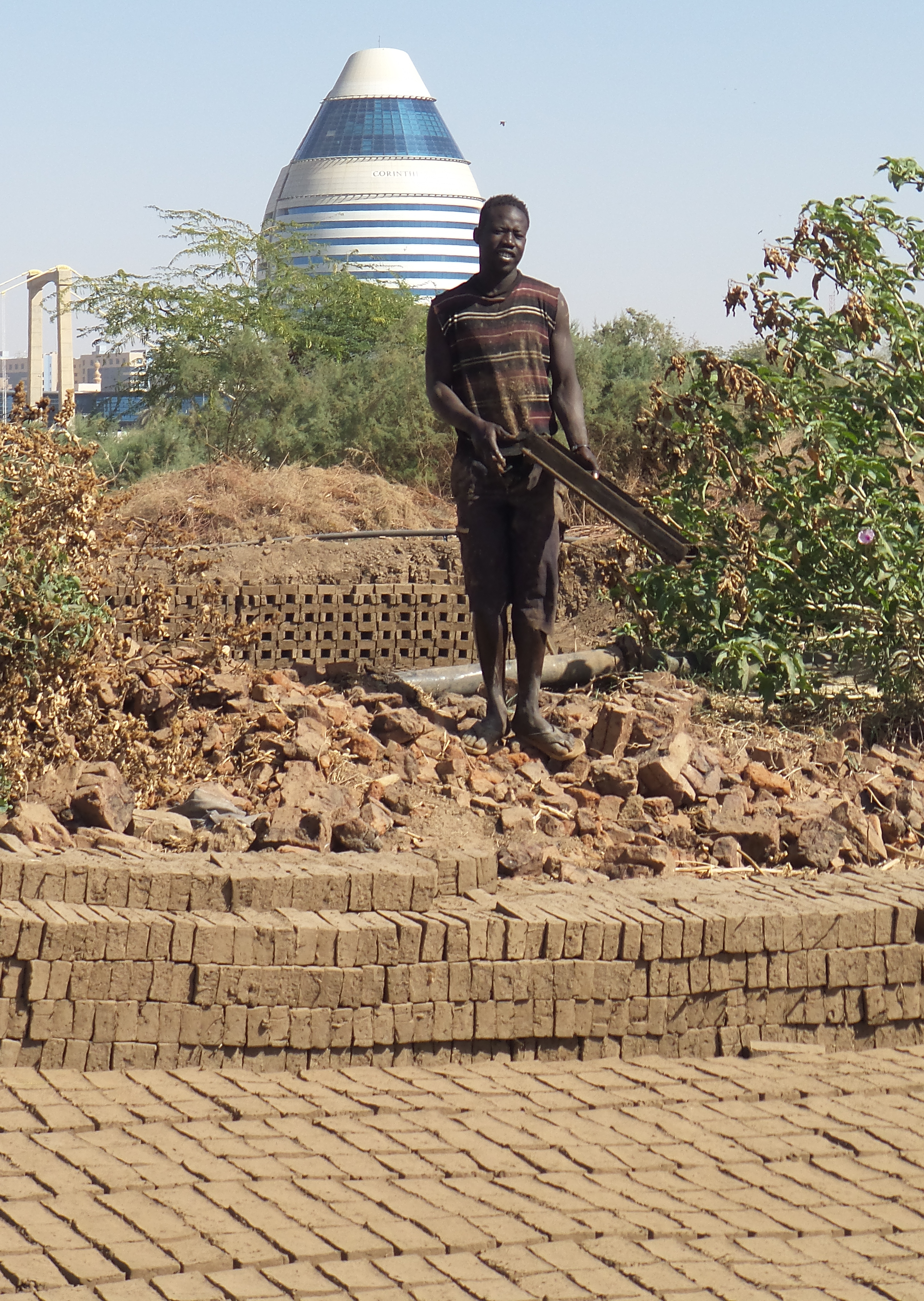
Olaria tradicional na Ilha Tuti, no Sudão.

Na Creta minoica, no sítio de Cnossos, existem evidências arqueológicas de que tijolos secos ao sol eram usados no período Neolítico (antes de 3400 a.C.).
O tijolo de barro seco ao sol era o material de construção mais comum empregado no antigo Egito durante os tempos faraónicos e era fabricado praticamente da mesma forma há milénios. A lama de alguns locais exigia a mistura de areia, palha picada ou outros aglutinantes, como esterco animal, para aumentar a durabilidade e a plasticidade. Trabalhadores coletavam lama do rio Nilo e a despejavam num poço. Os trabalhadores então pisavam na lama enquanto palha era adicionada para solidificar o molde. Os tijolos de barro eram quimicamente adequados como fertilizantes, levando à destruição de muitas ruínas egípcias antigas, como em Edfu. Um local bem preservado é Amarna. O uso de tijolos de barro aumentou na época da influência romana.
No mundo grego antigo, o tijolo de barro era comumente usado para a construção de muros, fortificações e cidadelas, como as muralhas da Cidadela de Tróia (Tróia II).  Estes tijolos de barro eram frequentemente feitos com palha ou matéria vegetal seca.

## Banco

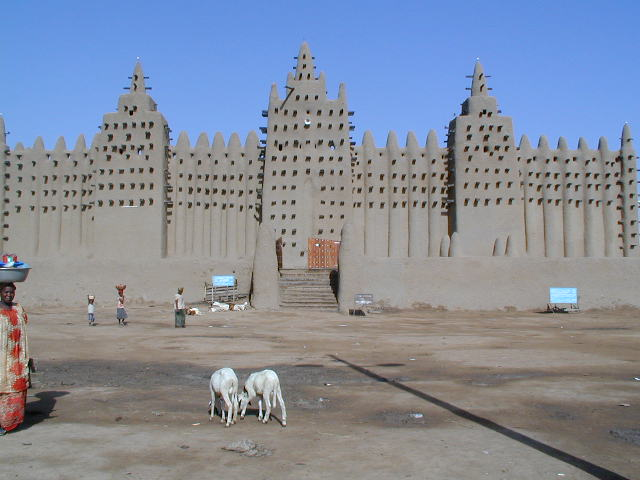
A Grande Mesquita de Djenné, reconstruída em 1907, é a maior estrutura de tijolos de barro do mundo.

A Grande Mesquita de Djenné, no centro do Mali, é a maior estrutura de tijolos de barro do mundo. Ela, como grande parte da arquitetura saheliana, é construída com um tijolo de barro chamado Banco, uma receita de lama e cascas de grãos, fermentadas e transformadas em tijolos ou aplicadas em superfícies como uma pasta semelhante a gesso em pinceladas largas. Este gesso deve ser reaplicado anualmente.

## Durabilidade
Em alguns casos, os fabricantes de tijolos prolongavam a vida útil dos tijolos de barro colocando tijolos cozidos por cima ou cobrindo-os com estuque.

## Arquitetura de tijolos de barro em todo o mundo

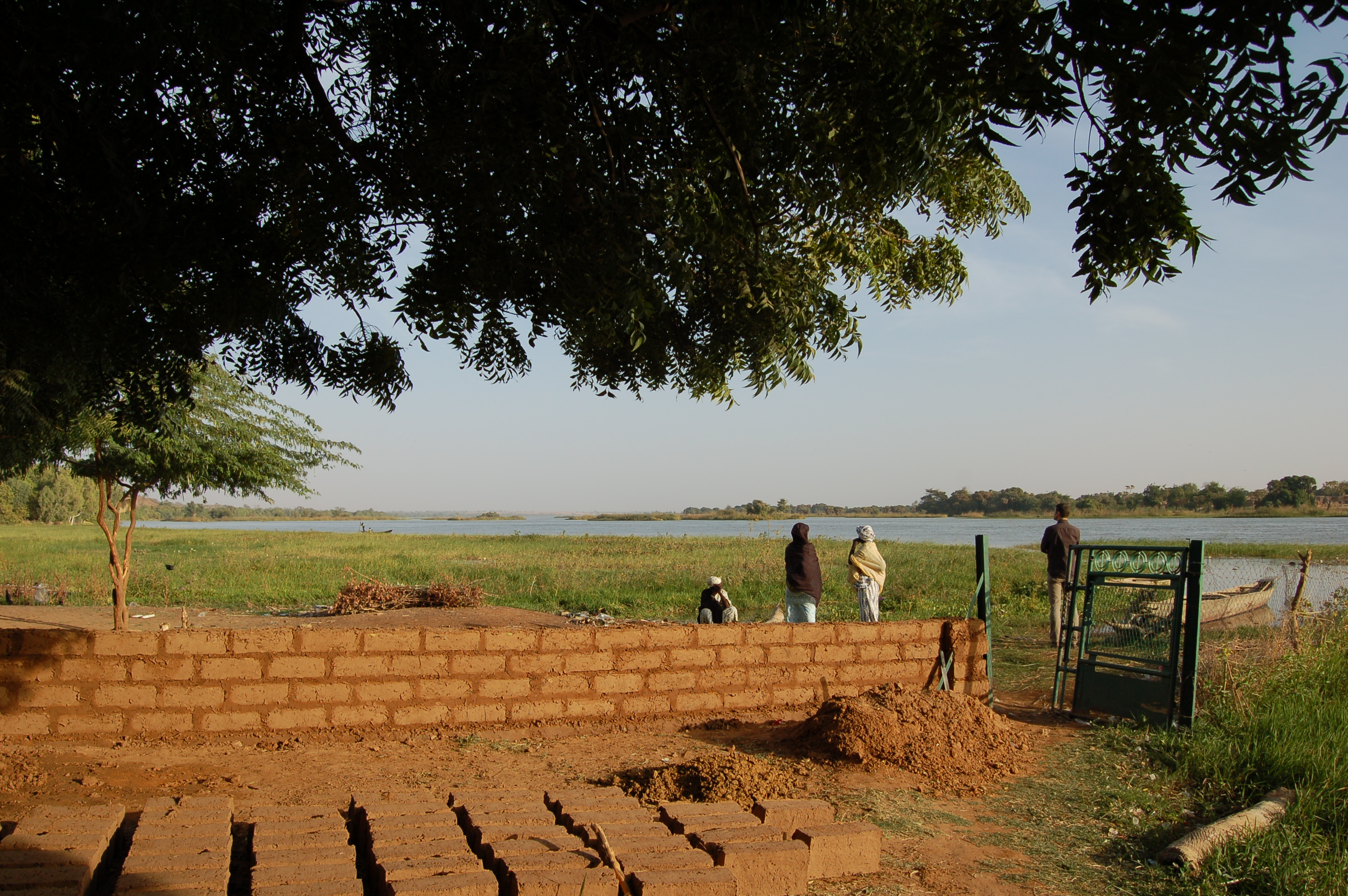
Produção de tijolos de barro para construção no Níger, 2007
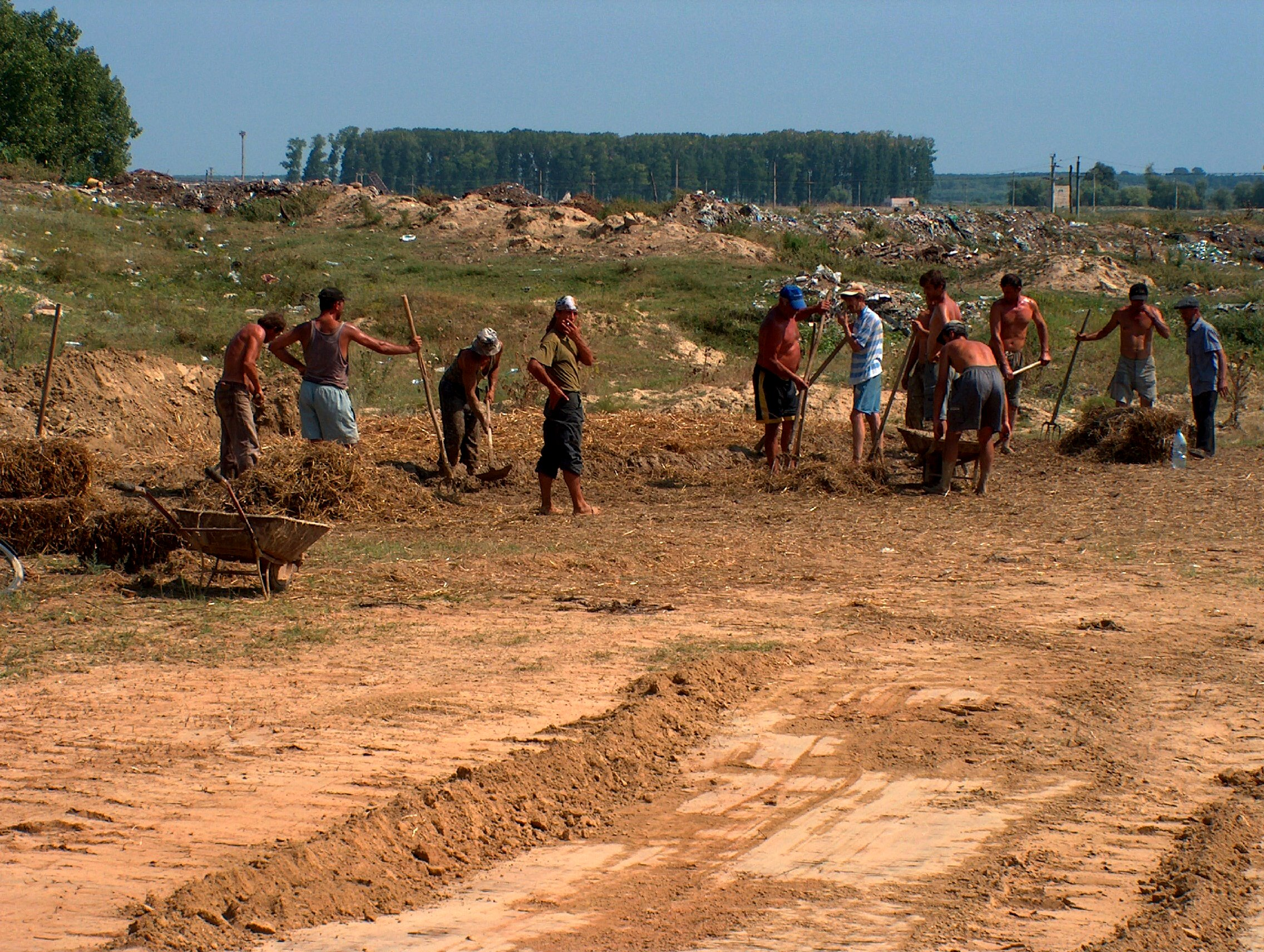
O tijolo de barro ainda é usado hoje em dia, como visto aqui no delta do rio Danúbio, na Roménia
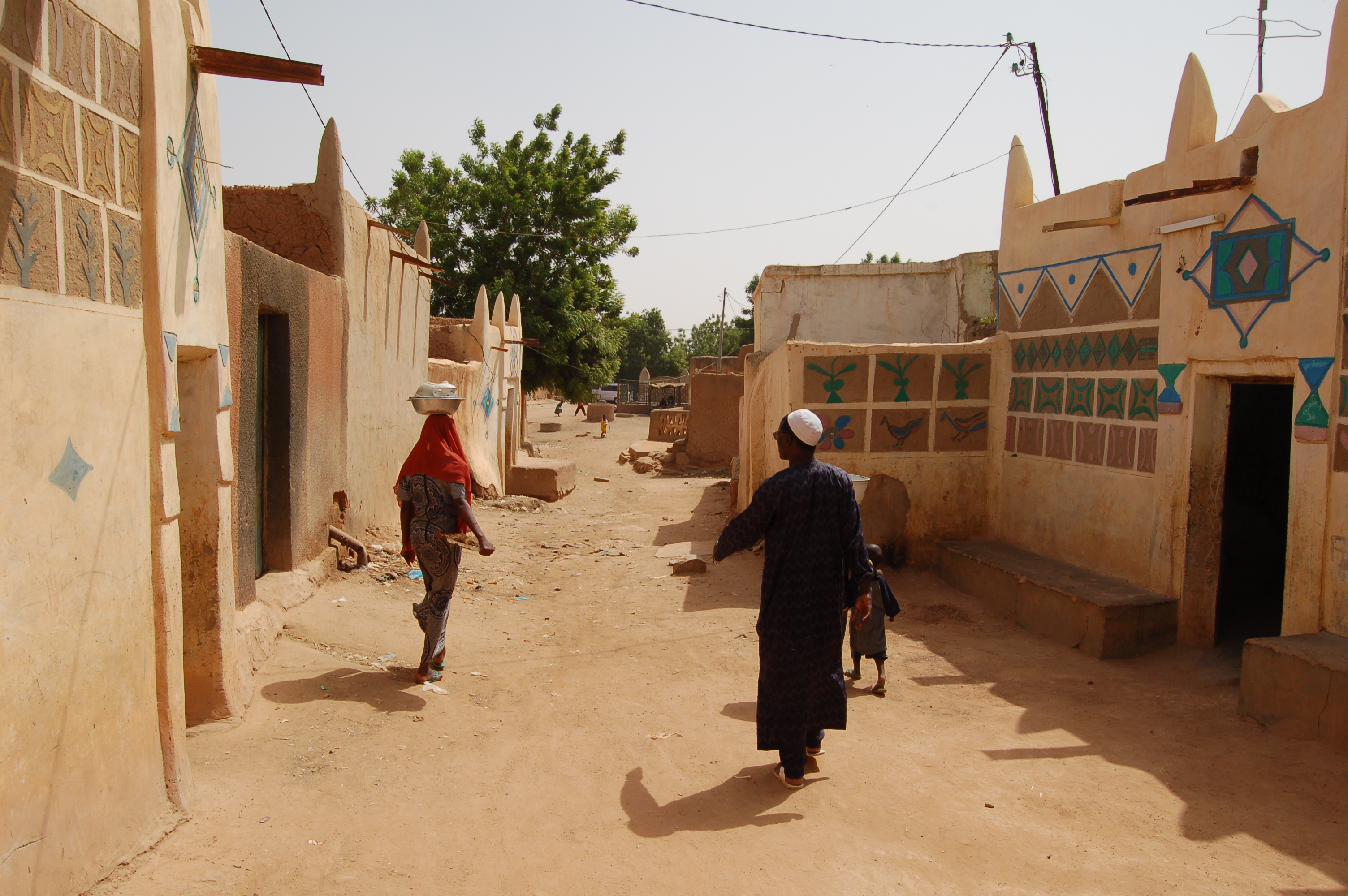
A área da "Cidade Velha" de Zinder, Níger, com edifícios tradicionais de tijolos de barro pintados
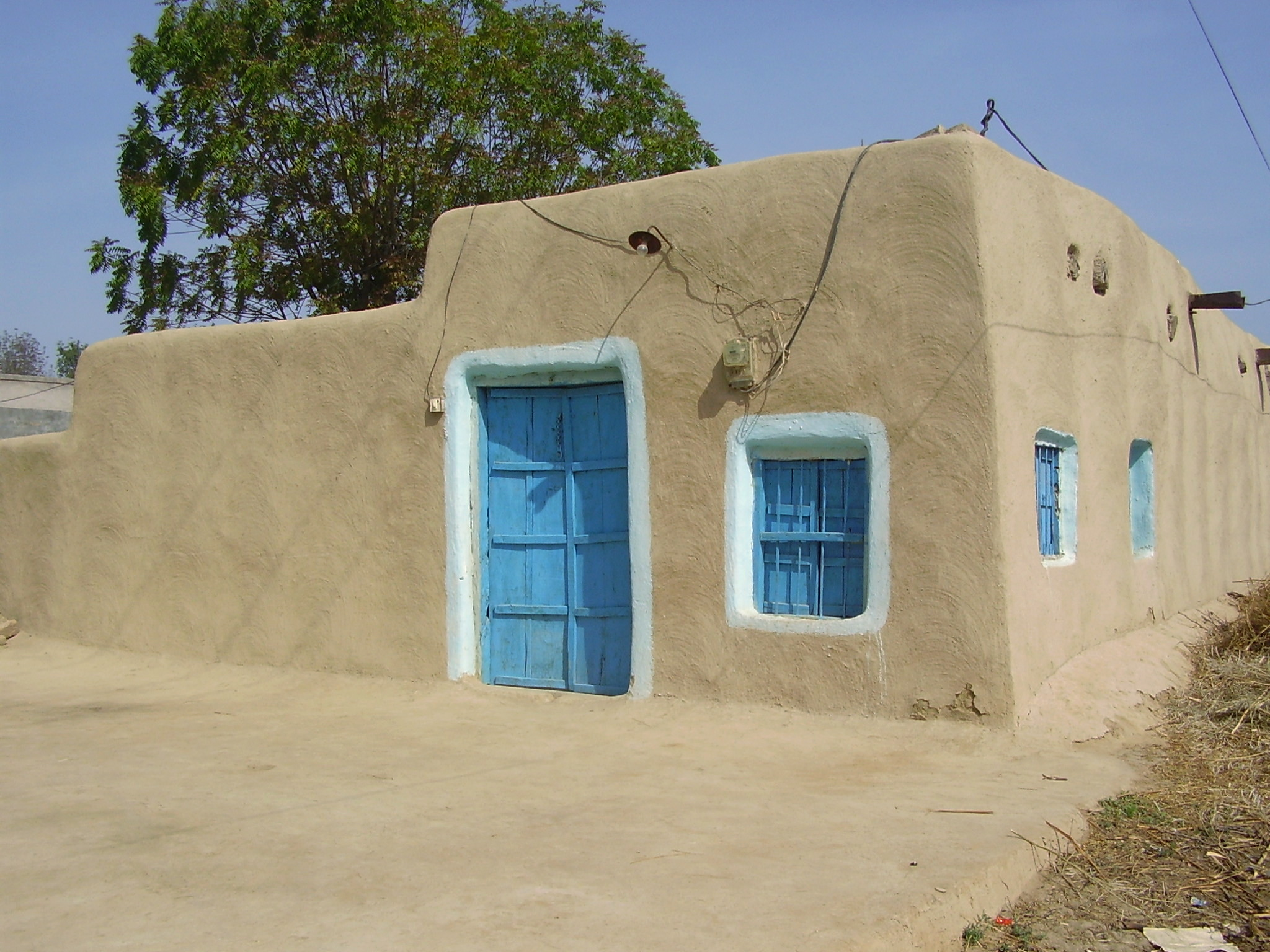
Uma casa de tijolos de barro Punjabi no Paquistão
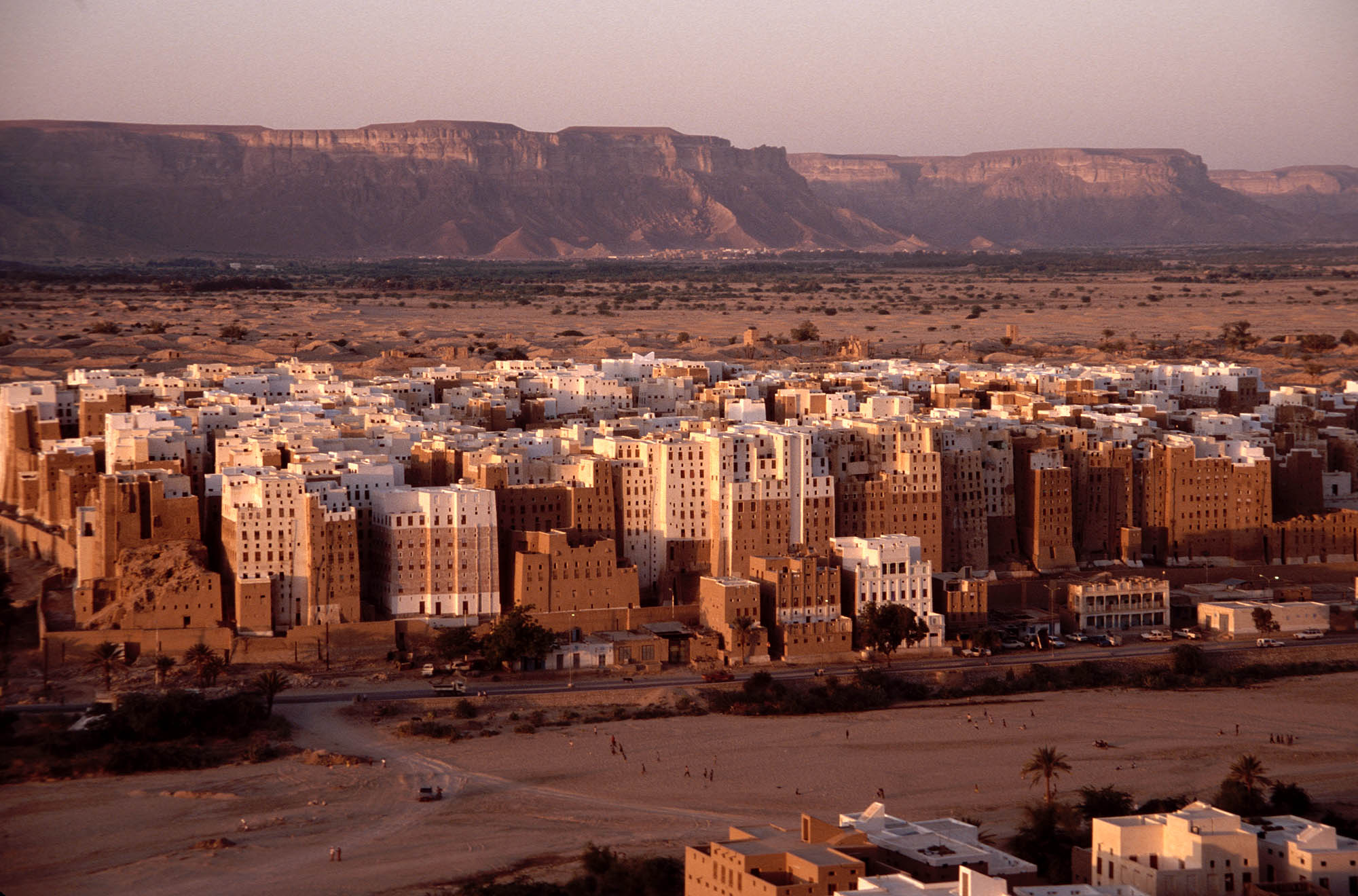
Arranha-céus de tijolos de barro em Shibam, Iémen
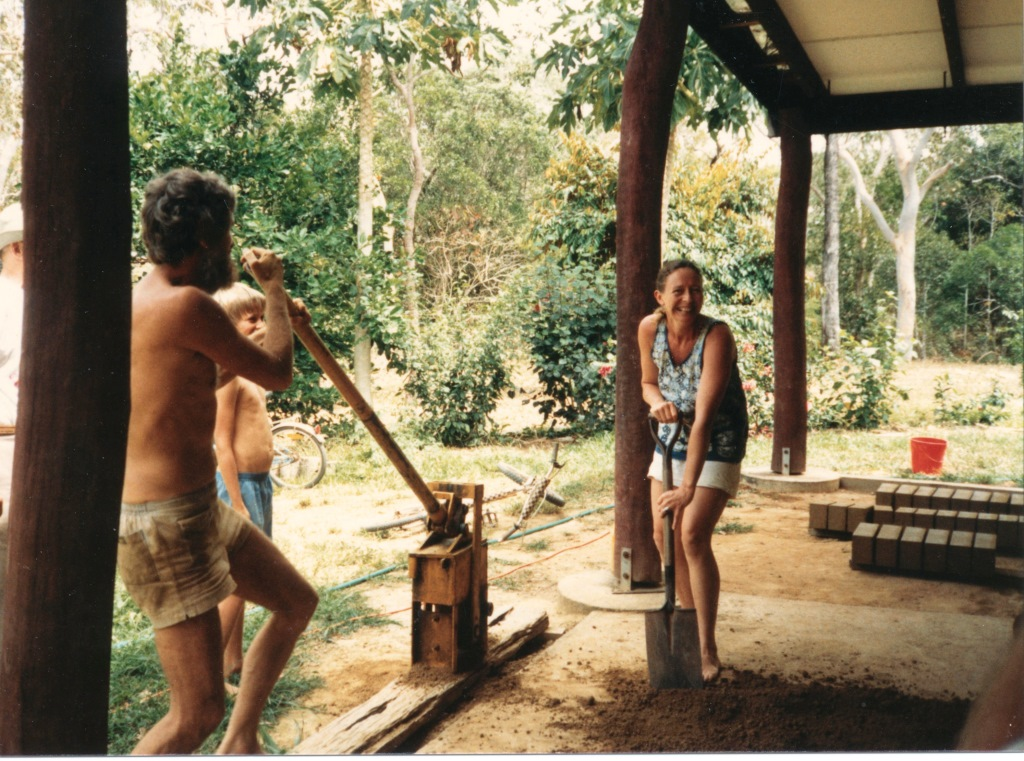
Fabrico de tijolos de barro perto de Cooktown, Austrália